# 仲美海
仲 美海（なか みうみ、2001年9月6日 - ）は、日本の女優、歌手、タレントで、劇団4ドル50セントの劇団員である。福岡県出身。

## 略歴
2001年9月6日、福岡県で生まれる。幼少期から映画やドラマ、舞台、ミュージカル等が好きだった。
2017年、応募者約5千人の劇団4ドル50セントのオーディションに合格し入団。
旗揚げ本公演のメインキャストオーディションではメインキャスト8人には選ばれなかったが、同票数を獲得した4名に残る。
第2回本公演『ピエロになりたい』では湯川玲菜とダブルキャストで主演に選ばれる。
2023年11月12日、数名の劇団員と共に3ヶ月に1度、作・演出の舞台イベント『25811(ニコはいい)』を始める。

## 人物
特技は、指パッチン、和太鼓。
ドラマ『神酒クリニックで乾杯を』に出てくる「にゃん太くん」のキャラクターデザインを務めたり、公演限定メンバー生写真の撮影をするなど多才である。

## 出演

### 舞台
- プレ公演『The Making of $4.50 夢を見たけりゃ、目を開けろ。』（2017年11月3日 - 5日、スパイラルホール）[9] - 本人 役
- 旗揚げ本公演『新しき国』（2018年2月8日 - 12日、紀伊國屋ホール）[10] - 果林 役
- 魔法先生ネギま！〜お子ちゃま先生は修行中！〜（2018年7月12日 - 16日、AiiA 2.5 Theater Tokyo） - 佐々木まき絵 役[11]
- 週末定期公演Vol.2『夜明けのスプリット』（2018年8月11日 - 9月14日、KeyStudio）[12] - イモコ / サマンサ[注 1] 役
- 第2回本公演『ピエロになりたい』（2018年11月22日 - 12月2日、オルタナティブシアター） - ポーカー 役（Wキャスト）[13]
- スマホドラマ劇場版『あなたがいなくて僕たちは』 - 主演・本人 役[14]
- オムニバス公演『白の待合室』（2019年10月29日 - 11月4日、劇場HOPE） - 舞 役[15]
- 劇団4ドル50セント×柿喰う客 コラボ公演『学芸会レーベル』（2020年1月30日 - 2月9日、DDD青山クロスシアター） - あゆみせんせい 役[16]
- 舞台『染色体パレード』（2020年7月28日 - 8月22日（新型コロナウイルスの影響により公演中止[17]、DVD発売となる[18]）、下北沢Geki地下Liberty）- Fチーム「無色透明ビニール」刑事 役
- ミュージカル『あした天使になあれ 2020 プラス ONE』（2021年1月27日 - 1月31日、あうるすぽっと）- 新型コロナウイルスの影響により公演中止[19]
- ろりえ 舞台『逮捕（仮）2021夏』（2021年7月21日 - 8月1日、健康古民家かのう）- 弓 役[20]
- ♭FLATTO第2回公演『夏のばけもの』（2021年8月20日 - 29日、AIサービスロボットのいるオフィス）- 早乙女玲花 役[21]
- 舞台『六番目の小夜子』（2022年1月7日 - 1月16日、新国立劇場 小劇場）- 佐野美香子 役[22]
- ろりえ第14回公演『ミセスダイヤモンド2022』（2022年3月16日 - 3月27日、シアター風姿花伝）- 新型コロナウイルスの影響により公演延期[23]
- ±0第四回本公演『欲動と動乱』（2022年5月25日 - 29日、シアター風姿花伝）- ソウ 役[24]
- 劇団4ドル50セント オリジナル公演『Take Off!!!!』再演（2022年6月16日 - 19日、シアターグリーン BOX in BOX THEATER）- ダヒ子/ダヒ/影QT 役[25]
- 舞台『ジパング！』（2022年11月16日 - 20日、草月ホール）- 紫螺(むら)役[26]
- ±0 第六回本公演『今宵、イルカの背にのって』（2023年5月24日 - 28日、テアトル BONBON）出演[27]
- 演劇ユニットろりえ 『下北沢の駅前でやる祭2023夏』（2023年8月23日 - 27日、下北沢 駅前劇場）出演[28]
- 劇団マカリスター番外公演 『劇団マカリスター短編集』（2023年9月27日 - 10月1日、劇場MOMO）出演[29]
- 舞台『ろりえの復讐』（2024年4月18日 - 4月25日、新宿シアタートップス）- 田仲みなみ 役[30]
- 啓和グループ60周年記念公演『バック・トゥ・ザ・うんちゃん〜ドライバーの消える日〜』（2024年10月2日 - 6日、ザ・ポケット）- 仲澤みうみ 役[31]
- 劇団マカリスター 10周年記念公演『嫌いな上司のプレゼントを買わなくちゃ』（2025年5月3日 - 11日、下北沢 駅前劇場）出演[32]
- mucho produce vol.2.5舞台『トレイン』（2025年6月25日 - 29日、劇場HOPE）- 斉藤美咲 役[33]
- 劇団４ドル５０セント×東京にこにこちゃん コラボ公演『となりの奪言ちゃん』（2025年7月17日 - 21日、上野ストアハウス）- 光田瞬 役[34]

### 映画
- 徒桜（2021年10月29日） - 佐々木春 役[35]

### テレビ

#### ドラマ
- 神酒クリニックで乾杯を 第9話（2019年3月23日、BSテレ東）[36]
- ドラゴン桜（2021年4月25日 - 6月27日） - 元木 役[37]

#### バラエティ
- NEWS ZERO（2018年2月2日、日本テレビ系） - 劇団4ドル50セントとして出演[38]

#### 音楽
- 2018 FNSうたの夏まつり（2018年7月25日、フジテレビ系） - 劇団4ドル50セントとして出演[39]
- 2018 FNS歌謡祭 第2夜（2018年12月12日、フジテレビ系） - 劇団4ドル50セントとして出演[40]
- PLAY LIST（2018年10月23日、TBS） - 劇団4ドル50セントとして出演[41]

### イベント
- Rakuten GirlsAward 2017 AUTUMN/WINTER オープニングアクト（2017年9月16日） - 劇団4ドル50セントとして出演[42]
- JA全農×SWEETS PARADISE お米パフェパラダイス 記者発表会（2017年10月24日） - 劇団4ドル50セントとして出演[43]
- LAGUNA MUSIC FES.2018 新春スペシャル（2018年1月4日） - 劇団4ドル50セントとして出演[44]
- 劇団4ドル50セント 定期イベントvol.1（2019年8月8日、ユナイテッド・シネマ豊洲 スクリーン3）[45]
- 劇団4ドル50セント 定期イベントvol.2（2019年8月22日、ユナイテッド・シネマ豊洲 スクリーン3）[46]
- 劇団4ドル50セント 定期イベントvol.7『オムニバス公演 後夜祭』（2019年11月7日、ユナイテッド・シネマ豊洲 スクリーン3）[47]
- 劇団4ドル50セント オンラインファンイベント2021（2021年2月27日、劇団４ドル５０セントの公式SHOWROOMアカウント）[48]
- 劇団4ドル50セント ファンベント2021夏（2021年8月1日、MsmileBOX渋谷）[49]
- 劇団4ドル50セント 定期イベントPage.4（2022年10月9日、渋谷DESEOmini）[50]
- 劇団4ドル50セント 定期イベントPage.5（2022年12月4日、渋谷DESEOmini）[51]
- 『おかだあとみうみいのお誕生日会#おとめんず』（2023年9月9日、池袋LiveHouse mono）[52]
- 25811-11『DADIRRI』（2023年11月12日、池袋LiveHouse mono）[5]
- 劇団4ドル50セント 年末イベント2023（2023年12月9日、GOTANDA G4）[53]
- 25811-2『きらめ き』（2024年2月3日、池袋LiveHouse mono）[54]
- 『劇団4ドル50セント 大感謝祭』（DAY1 - 2024年3月24日、GOTANDA G＋ / DAY2 - 2024年3月31日、MsmileBOX渋谷）[55]

### ネットドラマ
- Lemino オリジナルドラマ「クールドジ男子」～ボクらの恋バナ～（第4話）[56]

### 広告
- SHOWROOM×劇団4ドル50セント 巨大ポスター（2018年5月28日 - 6月3日）[57]

### MV
- WHITE JAM「ひとりじめ契約」[58]

### 雑誌
- Seventeen 4月号[59]
- Platinum FLASH vol.7[60]
- BIG ONE GIRLS 2019年1月号[61]